# Église Saint-Magnus-le-Martyr de Londres
L'église Saint-Magnus-le-Martyr (anglais : church of St Magnus the Martyr) est une église anglicane, située sur Lower Thames Street près du London Bridge, dans la Cité de Londres.  
Cette église est dédiée à Magnus Erlendsson, Comte des Orcades de 1108 à 1117 et saint catholique, exécuté par son cousin à Egilsay dans les Orcades. 

## Histoire
Le début de la construction de l'église date du XIIe siècle, et elle a été agrandie au XIIIe siècle . 
L'église a été détruite par le grand incendie de Londres en 1666. Elle a été reconstruite entre 1671 et 1687 par Christopher Wren.
Le 4 janvier 1950, l'église est devenue monument classé de grade I.

## Galerie

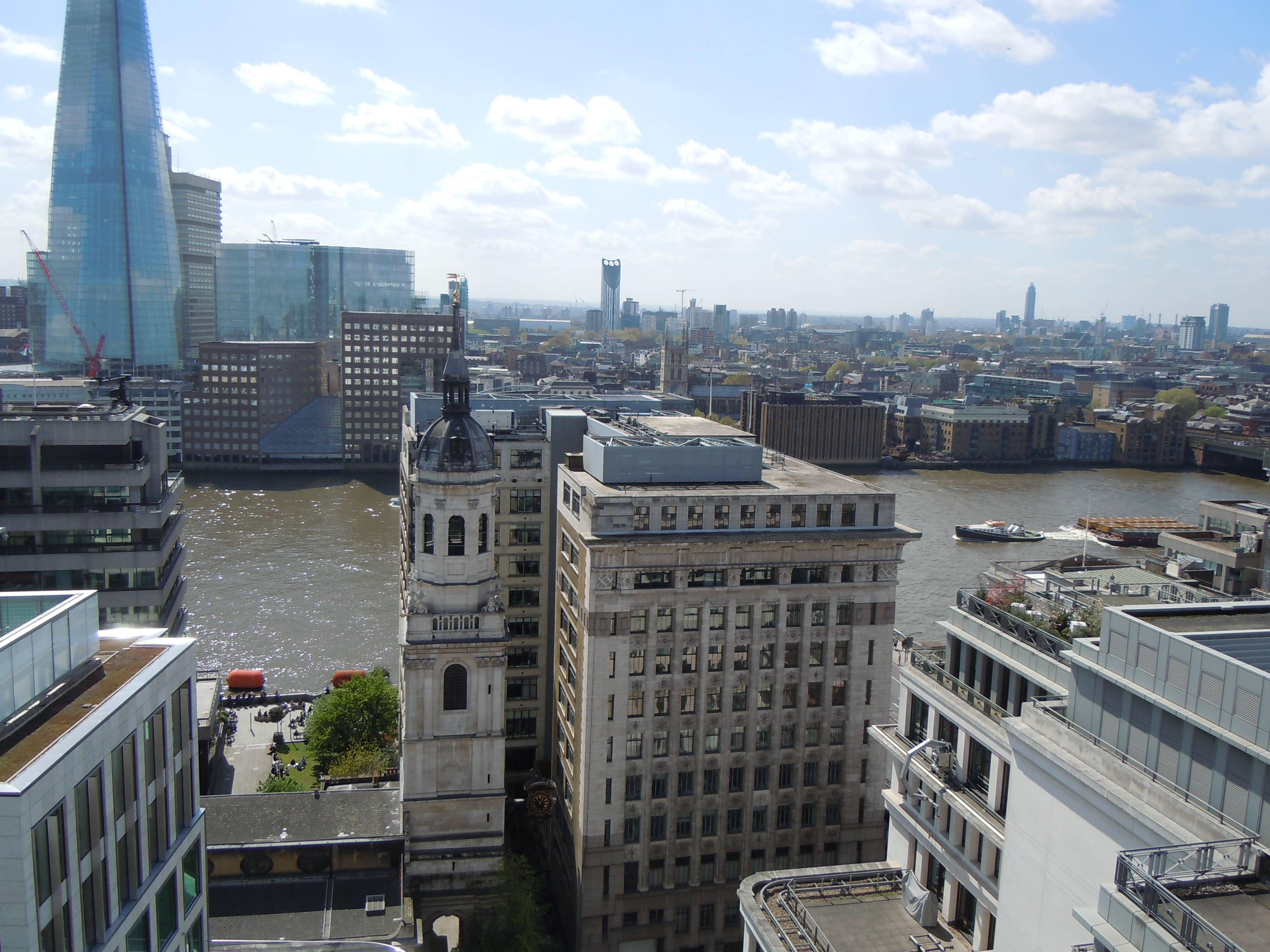
L'église Saint-Magnus-le-Martyr devant le Shard.
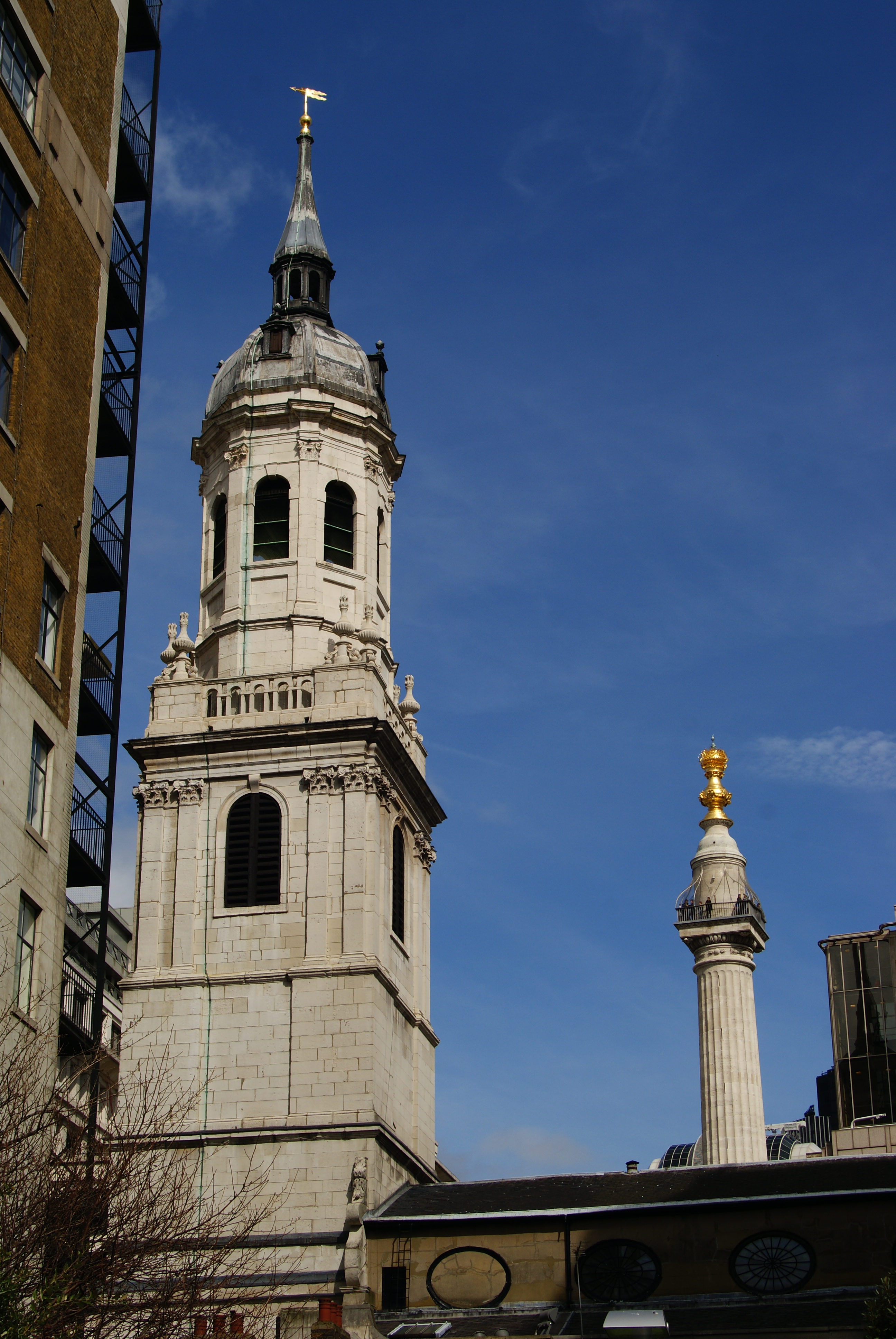
La tour et le Monument au Grand incendie de Londres.
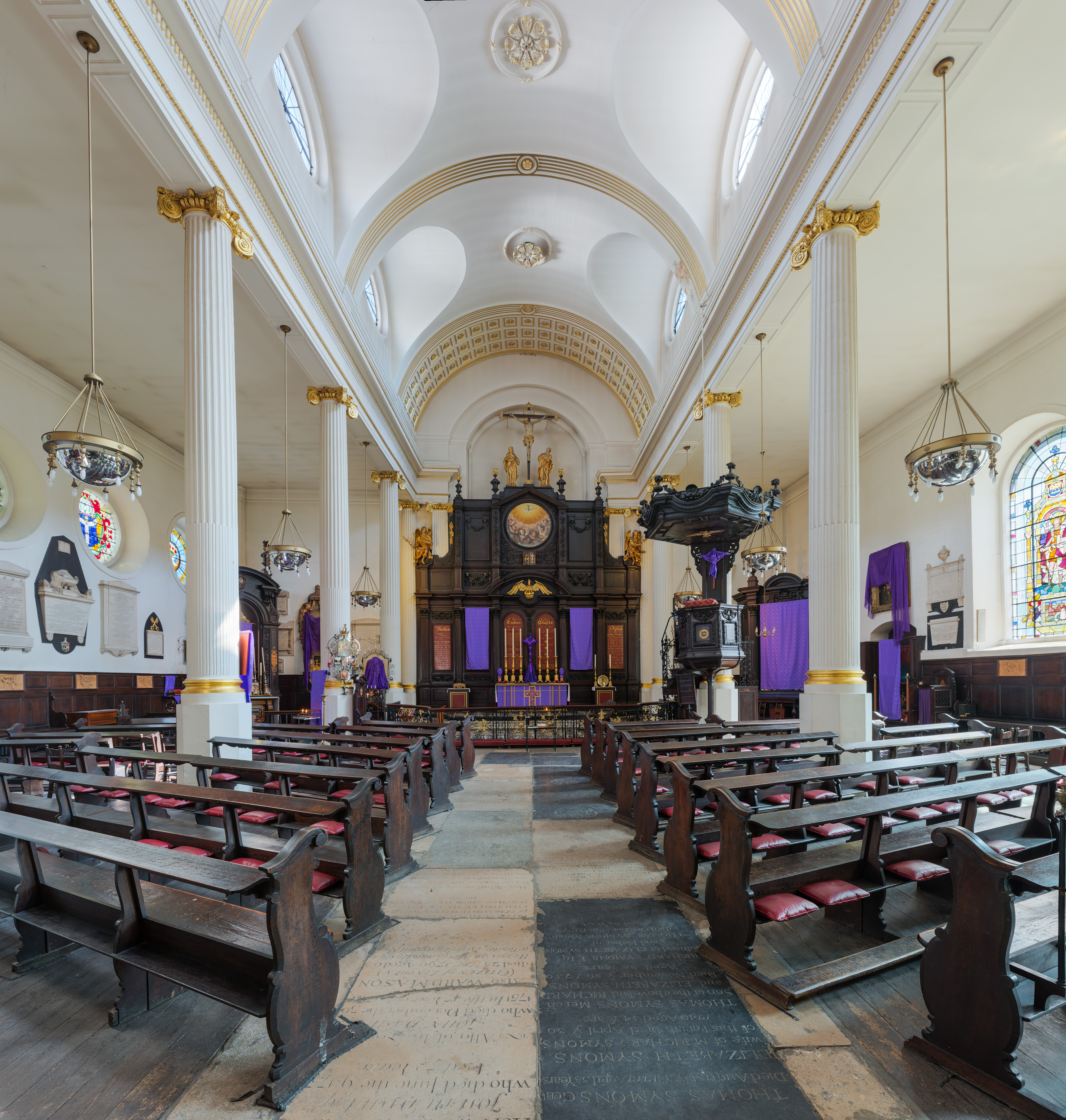
Vue de l'intérieur.